# Comté d'Allen (Indiana)
Pour les articles homonymes, voir Comté d'Allen.
Le comté d'Allen (anglais : Allen County) est un comté de l'État de l'Indiana, aux États-Unis. Il comptait 342 168 habitants en 2000. Son siège est Fort Wayne.
Le comté abrite une importante communauté amish.

## Démographie
| Groupe            | Comté d'Allen | Indiana | États-Unis |
| ----------------- | ------------- | ------- | ---------- |
| Blancs            | 79,3          | 84,3    | 72,4       |
| Afro-Américains   | 11,7          | 9,1     | 12,6       |
| Autres            | 3,0           | 2,7     | 6,4        |
| Métis             | 2,9           | 2,0     | 2,9        |
| Asiatiques        | 2,7           | 1,6     | 4,8        |
| Amérindiens       | 0,4           | 0,3     | 0,9        |
| Total             | 100           | 100     | 100        |
|                   |               |         |            |
| Latino-Américains | 6,5           | 6,0     | 16,7       |

Selon l'American Community Survey, pour la période 2011-2015, 90,01 % de la population âgée de plus de 5 ans déclare parler anglais à la maison, alors que 4,94 % déclare parler l'espagnol, 0,84 % l'allemand et 4,21 % une autre langue.